# Ірен Франк
Френсіс Ірен Франк (англ. Frances Irene Frank; 1 жовтня 1881, Меридіан, округ Боскі, Техас, США — 28 лютого 1996, Декейтер, округ Вайз, Техас, США) — повністю верифікована американська супердовгожителька, вік якої було підтверджено Групою геронтологічних досліджень (GRG).. Прожила 114 років і 150 днів.

## Життєпис
Френсіс Ірен Франк народилася 1 жовтня 1881 року в Меридіані, округ Боскі, Техас, США. Її батьки розлучилися рано, а мати знову одружилася у 1895 році. Ірен спочатку жила з бабусею і дідусем, а потім знову переїхала до матері. Вона провела більшу частину свого життя в Техасі, але також кілька років прожила в Міссурі.
Ірен Франк померла 28 лютого 1996 року в Декейтері, округ Вайз, Техас 28 лютого 1996 року, у віці 114 років і 150 днів.